# Luca Chirico
Luca Chirico (Varese, 16 luglio 1992) è un ex ciclista su strada italiano, attivo in formazioni UCI dal 2014 al 2022 e vincitore di una tappa al Tour de Serbie 2017.

## Palmarès

### Strada
- 2010 (Juniores)[1]

Gran Premio dell'Arno
Trofeo Maria Luisa - Trofeo Giuseppe Vismara
Classifica generale 3Tre Bresciana
2ª tappa Grand Prix Général Patton (Wincrange > Wincrange)
- 2012 (Trevigiani, una vittoria)[2]

Trofeo Marco Rusconi
- 2013 (Trevigiani, una vittoria)[3]

Gran Premio San Giuseppe
- 2017 (Torku Şekerspor, una vittoria)

2ª tappa Tour de Serbie (Požarevac > Avala)

#### Altri successi
- 2009 (Juniores)

Classifica giovani Vuelta al Besaya

## Piazzamenti

### Grandi Giri
- Giro d'Italia

2015: 88º
2020: 85º

### Classiche monumento
- Milano-Sanremo

2015: 103º
2021: 110º
- Giro di Lombardia

2015: ritirato
2020: ritirato
2022: ritirato

### Competizioni mondiali
- Campionati del mondo

Offida 2010 - In linea Juniores: 29º
Ponferrada 2014 - In linea Under-23: 42º